# Samuel Kalu
Samuel Kalu Ojim est un footballeur international nigérian né le 26 août 1997 à Aba. Il joue au poste d'ailier.

## Biographie

### AS Trenčín (2016-2017)
Avec le club slovaque de l'AS Trenčín, Samuel Kalu joue son premier match professionnel le 27 février 2016 en entrant en jeu à 32 minutes de la fin du match face au Slovan Bratislava. Kalu se fait ensuite rapidement une place dans l'effectif et marque son premier but lors de son sixième match en professionnel, le 10 avril 2016 face au Spartak Myjava. Kalu est ensuite buteur le 19 avril 2016 face à Ruzemberok, puis récidive une semaine plus tard face au FK Senica. Il participe aux tours préliminaires de la Ligue des champions et de la Ligue Europa. Il inscrit un but le 13 juillet 2016, lors du deuxième tour de la Ligue des champions, sur la pelouse de l'Olimpija Ljubljana (victoire 3-4) qui permet à son équipe de se qualifier pour le tour suivant où ils sont éliminés face au Legia Varsovie. Le 23 juillet 2016, il marque un but et délivre une passe décisive face au FK Senica lors de la deuxième journée de sa deuxième saison en professionnel.

### La Gantoise (2017-2018)
Le 4 janvier 2017, il est transféré chez les belges de La Gantoise contre la somme d'un million d'euros. Le 20 janvier 2017, il joue son premier match avec La Gantoise face au RSC Charleroi, où il délivre une passe décisive. Le 26 février 2017, Kalu marque son premier but avec La Gantoise contre Mouscron. Samuel Kalu délivre ensuite deux passes décisives lors du match suivant. 

### Girondins de Bordeaux (2018-2022)
Le 6 août 2018, Samuel Kalu est transféré aux Girondins de Bordeaux contre 8,5 millions d'euros. Samuel Kalu joue son premier match avec les Girondins le 19 août 2018 face à Toulouse en ouverture de la Ligue 1. Trois jours plus tard, il est titulaire lors du match aller de barrage de qualification à la Ligue Europa face à La Gantoise, son ancien club. Lors de la deuxième journée de Ligue 1, il délivre une passe décisive face à Monaco. Le 30 août 2018, lors du match retour de barrage pour la Ligue Europa, il délivre une passe décisive. Samuel Kalu marque son premier but avec les Girondins de Bordeaux le 16 septembre 2018, face à Nîmes.

### Watford (2022-)
Le 26 janvier 2022, il est transféré à Watford qui versera entre 3 M€ et 4 M€ aux Marine-et-Blanc. Il a signé un contrat jusqu'en juin 2025.

### Lausanne-Sport (2023-)
Le 7 septembre 2023, il est prêté au FC Lausanne-Sport jusqu'au 30 juin 2024. Après 11 journées et 5 matches joués, il comptabilise 1 but et 1 passe décisive.

## Statistiques
| Saison                | Club                  | Championnat           | Championnat | Championnat | Championnat | Coupe nationale | Coupe nationale | Coupe nationale | Coupe de la Ligue | Coupe de la Ligue | Coupe de la Ligue | Supercoupe | Supercoupe | Supercoupe | Compétition(s) continentale(s) | Compétition(s) continentale(s) | Compétition(s) continentale(s) | Compétition(s) continentale(s) | Total | Total | Total |
| Saison                | Club                  | Division              | M.          | B.          | P.d.        | M.              | B.              | P.d.            | M.                | B.                | P.d.              | M.         | B.         | P.d.       | Comp.                          | M.                             | B.                             | P.d.                           | M.    | B.    | P.d.  |
| 2015-2016             | AS Trenčín            | Super Liga            | 13          | 3           | 2           | 4               | 1               | 0               | -                 | -                 | -                 | -          | -          | -          | -                              | -                              | -                              | -                              | 17    | 4     | 2     |
| 2016-2017             | AS Trenčín            | Super Liga            | 18          | 1           | 4           | 3               | 1               | 0               | -                 | -                 | -                 | -          | -          | -          | C1+C3                          | 4+1                            | 1+0                            | 1+0                            | 26    | 3     | 5     |
| Sous-total            | Sous-total            | Sous-total            | 32          | 4           | 6           | 7               | 2               | 0               | -                 | -                 | -                 | -          | -          | -          | -                              | 5                              | 1                              | 1                              | 44    | 7     | 7     |
| 2016-2017             | La Gantoise           | JPL                   | 15          | 3           | 7           | -               | -               | -               | -                 | -                 | -                 | -          | -          | -          | C3                             | 3                              | 1                              | 1                              | 18    | 4     | 8     |
| 2017-2018             | La Gantoise           | JPL                   | 32          | 7           | 5           | 2               | 0               | 0               | -                 | -                 | -                 | -          | -          | -          | C3                             | 2                              | 0                              | 1                              | 36    | 7     | 6     |
| Sous-total            | Sous-total            | Sous-total            | 47          | 10          | 12          | 2               | 0               | 0               | -                 | -                 | -                 | -          | -          | -          | -                              | 5                              | 1                              | 2                              | 54    | 11    | 14    |
| 2018-2019             | Girondins de Bordeaux | Ligue 1               | 21          | 3           | 2           | 1               | 0               | 0               | 3                 | 1                 | 0                 | -          | -          | -          | C3                             | 7                              | 0                              | 0                              | 32    | 4     | 2     |
| 2019-2020             | Girondins de Bordeaux | Ligue 1               | 20          | 1           | 1           | -               | -               | -               | 2                 | 0                 | 1                 | -          | -          | -          | -                              | -                              | -                              | -                              | 22    | 1     | 2     |
| 2020-2021             | Girondins de Bordeaux | Ligue 1               | 16          | 4           | 1           | -               | -               | -               | -                 | -                 | -                 | -          | -          | -          | -                              | -                              | -                              | -                              | 16    | 4     | 1     |
| Sous-total            | Sous-total            | Sous-total            | 57          | 8           | 4           | 1               | 0               | 0               | 5                 | 1                 | 1                 | -          | -          | -          | -                              | 7                              | 0                              | 0                              | 70    | 9     | 5     |
| 2021-2022             | Watford FC            | Premier League        | 4           | 0           | 0           | -               | -               | -               | -                 | -                 | -                 | -          | -          | -          | -                              | -                              | -                              | -                              | 4     | 0     | 0     |
| 2022-2023             | Watford FC            | Championship          | 9           | 0           | 0           | -               | -               | -               | -                 | -                 | -                 | -          | -          | -          | -                              | -                              | -                              | -                              | 9     | 0     | 0     |
| Sous-total            | Sous-total            | Sous-total            | 13          | 0           | 0           | 0               | 0               | 0               | 0                 | 0                 | 0                 | 0          | 0          | 0          | -                              | 0                              | 0                              | 0                              | 13    | 0     | 0     |
| Total sur la carrière | Total sur la carrière | Total sur la carrière | 140         | 20          | 22          | 10              | 2               | 0               | 5                 | 1                 | 1                 | -          | -          | -          | -                              | 17                             | 2                              | 3                              | 172   | 25    | 26    |

## Palmarès
- AS Trenčín
  - Championnat de Slovaquie
    - Champion : 2016

  - Coupe de Slovaquie
    - Vainqueur : 2016